# Pietravairano
Pietravairano là một đô thị ở tỉnh Caserta trong vùng Campania của Ý, có vị trí cách khoảng 60 km về phía bắc của Napoli và khoảng 35 km về phía tây bắc của Caserta. Tại thời điểm ngày 31 tháng 12 năm 2004, đô thị này có dân số 3.065 người và diện tích là 33,2 km².
Đô thị Pietravairano có các frazione (đơn vị cấp dưới) San Felice.
Pietravairano giáp các đô thị: Baia e Latina, Pietramelara, Raviscanina, Riardo, Roccaromana, Sant'Angelo d'Alife, Vairano Patenora.